# Lewis Spur
Der Lewis Spur ist ein 1500 m hoher Felssporn im westantarktischen Queen Elizabeth Land. An der Nordseite des Dufek-Massivs in den Pensacola Mountains ragt er 2,5 km westlich des Frost Spur auf.
Der United States Geological Survey kartierte ihn anhand eigener Vermessungen und Luftaufnahmen der United States Navy aus den Jahren von 1956 bis 1966. Das Advisory Committee on Antarctic Names benannte ihn 1968 nach Atles F. Lewis, Flugzeugkarosseriemechaniker auf der Ellsworth-Station im antarktischen Winter 1957.